# Brahmana
Brahmana (sanskrit, det som har avseende på brahman), är på sanskrit författade avhandlingar rörande fornindiernas kult. Den Brahmanska perioden, när de kom till, inträffade ungefär mellan 900 f.Kr. och 500 f.Kr.). De är kommentarer till de fyra samhitas i vedaskrifterna och förklarar den vediska ritualen. De äldsta Brahmanas kan ha skrivits betydligt tidigare, samtida med den svarta Yajurvedans kommentarer, men de har bara besvarats i fragment.
Varje Brahmana hör alltså till var sin av de fyra Veda inom dess tradition och speciella shakha (skola):
- Rigveda
  - Shakala shakha: Aitareya Brahmana (AB)
  - Bashkala shakha: Kaushitaki Brahmana (KS)
- Samaveda
  - Kauthuma: PB, SadvB
  - Jayminiya: Jayminiya Brahmana (JB)
- Yajurveda
  - Krishna (här är Brahmanas integrerade med samhitas):
    - Maitrayani (MS)
    - Carakakatha (CS)
    - Kapisthalakatha (KS)
    - Taittiriya (TS). Taittiriya skolan har en extra Taittiriya Brahmana (TB)

  - Shukla
    - Vajasaneyi Madhyandina: Shatapatha Brahmana, Madhyadina versionen(ShB)
    - Kanva: Shatapatha Brahmana, Kanva versionen(ShBK)
- Atharvaveda
  - Paippalada: Gopatha Brahmana